# Diamastigosa
Se llamaba diamastigosa a las fiestas que se celebraba en honor de Diana Orthia. 
Estas fiestas se celebraban en Esparta flagelándose cruelmente los niños sobre el altar de la diosa. Las madres permanecían junto sus hijos exhortándoles a que no diesen muestras de dolor e infundiéndoles ánimo y firmeza. Los que sufrían con heroísmo este bárbaro sacrificio se denominaban Bomonicos. Eran declarados vencedores y recibían premios: a aquellos que sucumbían se les coronaba de flores y se les hacían magníficos funerales.
Es desconocido el origen de esta fiesta que parece instituyó Licurgo para que la juventud se acostumbrase a la fatiga y se hiciese insensible al dolor. Creen algunos fue un medio de evadir los preceptos del oráculo que ordenó la efusión de sangre humana en los altares de Diana, a cuya diosa se sacrificaba en su principio víctimas humanas. Otros buscan este uso bárbaro en Orestes que llevó al Peloponeso la estatua de Diana Taurica, y otros piensan por último que Pausanias haciendo sacrificios a los dioses, antes de dar la batalla a Mardonio, fue acometido de repente por un cuerpo de Lidios que rechazó a latigazos y bastonazos, únicas armas que los Lacedemonios tenían en ese momento y por cuyo suceso instituyó esta solemnidad. 